# Dženifera Ģērmane
Dženifera Ģērmane (24 marzo 2003) è una sciatrice alpina lettone.

## Biografia
Specialista delle prove tecniche attiva dal novembre del 2019, Dženifera Ģērmane è figlia di Ulla, a sua volta sciatrice alpina, e nipote del bobbista Rodžers Lodziņš; ha esordito in Coppa Europa il 29 febbraio 2020 a Bad Wiessee in slalom speciale (39ª), ai Campionati mondiali a Cortina d'Ampezzo 2021, dove si è classificata 24ª nello slalom speciale e non ha completato lo slalom gigante, e in Coppa del Mondo il 10 gennaio 2023 a Flachau in slalom speciale, senza completare la gara. Nella medesima specialità ai Mondiali di Courchevel/Méribel 2023 si è piazzata 29ª, il 12 gennaio 2024 ha conquistato a Zell am See la prima vittoria, nonché primo podio, in Coppa Europa e ai Mondiali juniores di Alta Savoia 2024 ha vinto la medaglia d'oro; non ha preso parte a rassegne olimpiche.

## Palmarès

### Mondiali juniores
- 1 medaglia:
  - 1 oro (slalom speciale ad Alta Savoia 2024)

### Coppa del Mondo
- Miglior piazzamento in classifica generale: 56ª nel 2024

### Coppa Europa
- Miglior piazzamento in classifica generale: 40ª nel 2024
- 2 podi:
  - 2 vittorie

#### Coppa Europa - vittorie
| Data            | Località    | Paese   | Specialità |
| --------------- | ----------- | ------- | ---------- |
| 12 gennaio 2024 | Zell am See | Austria | SL         |
| 13 gennaio 2024 | Zell am See | Austria | SL         |

Legenda:

SL = slalom speciale

### Campionati lettoni
- 2 medaglie:
  - 2 ori (slalom gigante nel 2021; slalom speciale nel 2024)